# Beniamin z Uzarzewa
Beniamin z Uzarzewa (zm. 1354) – rycerz polski herbu Zaremba, wojewoda kaliski.

## Życiorys
Beniamin urodził się w XIV wieku w Wielkopolsce, w polskiej rodzinie rycerskiej herbu Zaremba, jako najmłodszy syn wojewody poznańskiego Sędziwoja z Jarocina. W 1319 po postępowaniu spadkowym, przejął wraz z innymi Zarembami spadek po stryjecznym bracie Sędziwoju z Janowca. W 1325 przeprowadził z bratem Filipem z Jarocina podział rodzinnych włości i zaczął pisać się z Kołdrąbia lub Uzarzewa.

Beniamin był związany z dworem Kazimierza Wielkiego, szybko awansował, w 1336 był skarbnikiem gnieźnieńskim, następnie stolnikiem gnieźnieńskim (1340), w latach 1344-1346 pełnił urząd kasztelana nakielskiego a w latach 1348-1353 był kasztelanem gnieźnieńskim. Poprzez ślub z Wichną z rodu Borkowiców, dziedziczką Sierakowa, córką wojewody poznańskiego Przybysława herbu Napiwon, znacznie powiększył swój majątek.
W 1348 Beniamin był w świcie królewskiej podczas rokowań Kazimierza Wielkiego z margrabią brandenburskim Ludwikiem Bawarskim we Wronkach.
Podczas konfederacji rycerstwa wielkopolskiego nie przystąpił do buntu, mimo że konfederatom przewodził jego szwagier Maciej Borkowic i wśród nich znajdowali się inni Zarembowie m.in. jego bratanek Beniamin z Jarocina.
W 1353 został mianowany wojewodą kaliskim, po zmarłym Mikołaju z Biechowa. W 1354 prowadził rozmowy z przywódcami konfederacji, podczas których został zabity. Mord ten doprowadził do otwartej wojny stronnictw w Wielkopolsce.
Z małżeństwa z Wichną, która jeszcze w 1400 mieszkała w Sierakowie, dzieci: syn Sędziwój z Janowca oraz córki Katarzyna i Małgorzata.